# Paula Patiño
Paula Andrea Patiño Bedoya (La Ceja, Antioquia, 29 de marzo de 1997) es una ciclista colombiana de pista y ruta. Desde 2019 corre para el equipo ciclista femenino de España de categoría UCI Women's Team el Movistar Team.

## Trayectoria
Inició su carrera profesional en el ciclismo desde los 15 años compitiendo en carreras locales en Colombia. Su perseverancia y habilidades en la bicicleta la han convertido en una de las ciclistas más prometedoras de Colombia.
A lo largo de los años, Paula ha participado en numerosas competiciones y ha acumulado logros significativos. Entre sus destacadas actuaciones se encuentran participaciones en competiciones de la Unión Ciclista Internacional (UCI) y eventos de renombre de la máxima categoría UCI Women's Team como el Tour de Francia, el Giro de Italia, y la Vuelta a España femenina, donde ha demostrado su resistencia y destreza en diversas etapas.
Además, Paula ha representado a Colombia en competiciones internacionales, llevando consigo el tricolor nacional en eventos emblemáticos como los Juegos Panamericanos y los Campeonatos Mundiales de Ciclismo en Ruta. Su participación en estas competiciones ha contribuido al crecimiento y reconocimiento del ciclismo femenino colombiano a nivel global.
Su victoria más destacada hasta el momento ha sido la medalla en el Campeonato de Colombia en Ruta en el 2024.

## Palmarés

### Pista
2016
- Campeonato de Colombia en Pista
  -  Plata en Persecución por equipos

### Ruta
2017
- 3.ª en los Juegos Bolivarianos de Ruta
- 1 etapa de la Vuelta a Colombia Femenina

2018
- 1 etapa de la Vuelta a Colombia Femenina

2019
- 2.ª en el Campeonato Panamericano en Ruta sub-23

2021
- 2.ª en el Campeonato de Colombia en Ruta

2023
- 2.ª en el Campeonato de Colombia en Ruta

2024
- Campeonato de Colombia en Ruta

2025
- 3.ª en el Campeonato de Colombia Contrarreloj
- 3.ª en el Campeonato de Colombia en Ruta

## Resultados en Grandes Vueltas y Campeonatos del Mundo
Durante su carrera deportiva ha conseguido los siguientes puestos en las Grandes Vueltas femeninas y en los Campeonatos del Mundo en carretera:
| Carrera         | Carrera         | 2018 | 2019 | 2020 | 2021 | 2022 | 2023 | 2024 |
| --------------- | --------------- | ---- | ---- | ---- | ---- | ---- | ---- | ---- |
|                 | Giro de Italia  | —    | 23.ª | 8.ª  | —    | 26.ª | 18.ª | Ab.  |
|                 | Tour de Francia | X    | X    | X    | X    | 23.ª | 25.ª | —    |
| Mundial en Ruta | Mundial en Ruta | 76.ª | 20.ª | 55.ª | 42.ª | 28.ª | 27.ª | 34.ª |

—: no participa

Ab: abandono

X: ediciones no celebradas

## Equipos
- UCI WCC Women's team (2018)
- Movistar Team (2019-)